# Мельс, Джон, 1-й барон Мельс
Джон де Мельс (англ. John de Moels; 1269 — 20 мая 1310) — английский аристократ, 1-й барон Мельс с 1299 года.

## Биография
Джон де Мельс принадлежал к рыцарскому роду, представители которого владели землями в Сомерсете, Девоне, Хартфордшире и Оксфордшире. Он был вторым сыном сэра Роджера де Мельса. В период с 1296 по 1309 годы Джон участвовал в ряде походов в Шотландию и во Фландрию. Начиная с 6 февраля 1299 года его вызывали в парламент как лорда (последний вызов датирован 16 июня 1311 года, через год после смерти Джона). В 1301 году Мельс подписал обращение английских баронов к папе римскому Бонифацию VIII с обоснованием прав Эдуарда I на Шотландию.
Барон был женат на некой Мод (о её происхождении ничего не известно). В этом браке родились:
- Николас (1289 — до 1316)[3];
- Роджер (до июля 1316)[4];
- Джон (до 1337)[4];
- Джоан, жена сэра Генри де Помере.